# آزمون انگلیسی دوئولینگو
آزمون انگلیسی دوئولینگو (انگلیسی: Duolingo English Test) یا DET یک آزمون استاندارد مهارت‌محور زبان انگلیسی برای افراد غیر انگلیسی‌زبان است. آزمون دوئولینگو توسط شرکت فناوری آموزشی دوئولینگو توسعه یافت و در سال ۲۰۱۶ منتشر شد. این آزمون از سوی بسیاری از دانشگاه‌ها و مؤسسات به‌عنوان معیاری قابل پذیرش برای سنجش مهارت در زبان انگلیسی مورد استفاده قرار می‌گیرد. به‌عنوان مثال، کشور ایرلند این آزمون را به‌عنوان بخشی از ویزاهای دانشجویی خود می‌پذیرد. این آزمون یک آزمون تطبیقی و آنلاین است. برای شرکت در آزمون دوئولینگو، به رایانه ای با اتصال اینترنت و دوربین جلو نیاز است. کل آزمون به صورت آنلاین انجام می شود و ناظران تصویر و صدا را بررسی می کنند تا مطمئن شوند که از قوانین پیروی می‌شود. نتیجه آزمون تا ۴۸ ساعت پس از آزمون برای متقاضی و موسسات آموزشی مورد نظر ارسال می‌شود.